# Шустершич, Иван
Иван Шустершич (словен. Ivan Šusteršič; 29 мая 1863, Рибница, Крайна, Австрийская империя — 7 октября 1925, Любляна, Королевство сербов, хорватов и словенцев) — словенский юрист, адвокат, политический и государственный деятель, губернатор Герцогства Крайна (1912—1918).

## Биография
Его брат Алоиз был контр-адмиралом австро-венгерского военно-морского флота, участвовал в подавлении Боксёрского восстания 1900 года и Парижской мирной конференции 1919 года.
В 1881 году поступил в Венский университет, где изучал право. В 1890 году был среди соучредителей Католического политического сообщества в Любляне, а в 1896 году был избран в австрийский парламент — Рейхсрат. С 1899 года — член и один из лидеров Католической национальной партии, позже переименованной в Словенскую народную партию. Возглавлял одно из двух основных течений в партии: традиционно-консервативное, которое выступало за укрепление роли католической Церкви в общественно-политической жизни страны.
С 1907 г. был президентом Словенского парламентского клуба. В 1909—1911 годах занимал должность главы крупнейшей оппозиционной коалиции — Словенского союза, в течение 1912—1914 годов — главы Хорватского и Словенского парламентского клуба.
В 1912 году был назначен губернатором Герцогства Крайна (до 1918). В 1914 году призвал к применению силы против сербов после антисербских беспорядков в Сараево. Уйдя в отставку, переехал в Швейцарию, так как не соглашался с генеральной линией партии и отвергал идею создания независимого Государства Словенцев, Хорватов и Сербов.
В декабре 1922 года вернулся в Югославию, в 1923 году основал Национальную народную партию. В 1923 году проиграл выборы, получив менее 2 % голосов избирателей, после чего завершил политическую деятельность.
Умер в Любляне 7 октября 1925 года.